# DeVaughn Washington
DeVaughn Lamar Washington (Virginia Beach, 29 marzo 1989) è un cestista statunitense.

## Palmarès
- Campionato bulgaro: 1

Balkan Botevgrad: 2021-2022